# 紀元前442年
紀元前442年（きげんぜん442ねん）は、ローマ暦の年である。
当時は、「ウイブラヌスとヘルウアが共和政ローマ執政官に就任した年」として知られていた（もしくは、それほど使われてはいないが、ローマ建国紀元312年）。紀年法として西暦（キリスト紀元）がヨーロッパで広く普及した中世時代初期以降、この年は紀元前442年と表記されるのが一般的となった。

## 他の紀年法
- 干支 : 己亥
- 日本
  - 皇紀219年
  - 孝昭天皇34年
- 中国
  - 周 - 貞定王27年
  - 秦 - 躁公元年
  - 晋 - 哀公10年
  - 楚 - 恵王47年
  - 斉 - 宣公14年
  - 燕 - 成公13年
  - 趙 - 襄子34年
  - 魏 - 文侯4年
- 朝鮮
  - 檀紀1892年
- ベトナム :
- 仏滅紀元 : 103年
- ユダヤ暦 : 3319年 - 3320年

## できごと

### ギリシア
- ペリクレスの追い落としに失敗したトゥキディデス（Thucydides：歴史家トゥキディデスとは別人）は、アテナイ市民による陶片追放で10年間の国外追放となり、アテナイの政治において、ペリクレスは再び誰にも対抗されない状態となった。

### 文学
- ソポクレスが、悲劇『アンティゴネ』を著した。

## 死去
- 貞定王 - 周（東周）の王